# Adolf af Nassau (tysk konge)
 For alternative betydninger, se Adolf af Nassau. (Se også artikler, som begynder med Adolf af Nassau)
Adolf af Nassau (født før 1250, død 2. juli 1298) var Tysklands konge fra 1292 til 1298.

## Konge 1292 – 1298
Kong Rudolf 1. af Habsburg døde i 1291. Året efter valgte kurfyrsterne Adolf af Nassau som konge. Fyrsterne afsatte imidlertid Adolf igen allerede i 1298. Samtidigt valgte de Albrecht 1. af Tyskland (en søn af Rudolf 1.) til modkonge.
Adolf nægtede at acceptere sin afsættelse, men den 2. juli 1298 faldt han i Slaget ved Göllheim i nutidens Donnersbergkreis i Pfalz.
Adolf af Nassau var den anden af Tysklands ti såkaldte grevekonger.

## Greve af Nassau
Adolf af Nassau var søn af greve Walram 2. af Nassau og Adelheid af Katzenelnbogen.
Adolfs far døde i 1276, og i 1277 blev Adolf greve af den del af Nassau, der ligger syd for floden Lahn.

## Familie
Adolf af Nassau var gift med Imagina von Isenburg-Limburg. Én af deres børn var Gerlach 1., greve af Nassau-Wiesbaden-Idstein-Weilburg.